# Corte de Apelaciones de Iquique
La Corte de Apelaciones de Iquique es el tribunal de alzada chileno con asiento en la nortina ciudad de Iquique y cuyo territorio jurisdiccional comprende la totalidad de la región de Tarapacá. Se encuentra ubicada en la calle Patricio Lynch #60 en la ya nombrada ciudad.
En caso de inhabilidad o impedimento de todos sus integrantes, este tribunal se subroga recíprocamente con la Corte de Apelaciones de Arica.

## Composición
- Presidente: Marilyn Fredes Araya (2023)
- Ministros:
  - Mónica Olivares Ojeda
  - Pedro Guiza Gutiérrez
  - Andrés Provoste Valenzuela